# شورش اسلام‌گرایان در سین‌کیانگ (۱۹۳۷)

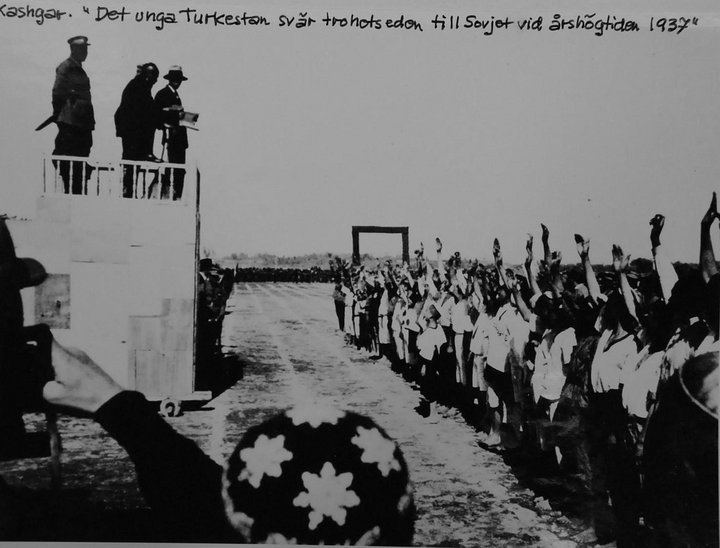
حمله شوروی ۱۹۳۷

در سال ۱۹۳۷ شورش اسلام‌گرایان در جنوب سین‌کیانگ آغاز شد. این شورشیان ۱٫۵۰۰ مسلمان ترک (اویغور) به رهبری کیچیک آخوند بودند، که به‌طور ضمنی با کمک لشکر ۳۶ در برابر نیروهای استانی طرفدار اتحاد جماهیر شوروی شنگ شیکا اداره می‌شدند.